# Coursan
Coursan är en kommun i departementet Aude i regionen Occitanien  i södra Frankrike. Kommunen ligger  i kantonen Coursan som ligger i arrondissementet Narbonne. År 2022 hade Coursan 5 762 invånare.

## Befolkningsutveckling
Antalet invånare i kommunen Coursan
Referens: INSEE